# Newstyle Hardcore
Newstyle Hardcore (nebo také Nu Style Gabber, Mainstyle či Mainstream Hardcore) je hudební styl vzniklý na konci devadesátých let, kdy hardcore procházel krizí a stál na pomyslné křižovatce. Pár producentů začalo skládat nový, pomalejší, ale tvrdší hardcore, kterému dominuje velmi tvrdý kopák a vyvrátili tak pravidlo, že čím je skladba pomalejší, tím má menší energii. První track, který se dá označit za newstyle hardcore je skladba Intelligence Hardcore od Darkraver & DJ Vince. BPM se zpravidla pohybuje mezi 150 až 170. Pro newstyle jsou typické tvrdé basy a velmi výrazné, energické lead melodie, ať už ve formě rychlých nasekaných melodií nebo táhlých hymen (např. Neophyte – I Will Have That Power). Centrem tohoto stylu je Nizozemsko a Itálie. V dnešní době je to nejrozšířenější odvětví hardcoru. Svědčí o tom např. kompilace Masters Of Hardcore nebo megaakce stejného názvu.

## Interpreti
- Angerfist
- Art Of Fighters
- Catscan
- Crucifier
- Day-Mar
- Dione
- DJ D
- Dr Peacock
- Endymion
- Enheas
- Evil Activities
- G-Town Madness
- Hard Creation
- Headbanger
- Korsakoff
- Mad Dog
- Masters Of Ceremony
- Meccano Twins
- Na-Goyah
- Neophyte
- Neox
- Noize Suppressor
- Nosferatu
- Outblast
- Partyraiser
- Predator
- Promo
- Proto-X
- Rotterdam Terror Corps
- Stunned Guys
- Tommyknocker
- Tha Playah
- Wishmaster

## Labely
- Neophyte Records
- Next Cyclone
- Derailed Traxx Records
- Danger Hardcore Tracks
- Masters Of Hardcore
- Megarave Records
- Offensive Records
- Peacock Records
- Traxtorm Records